# Kraftwerk Eisernes Tor 1
Das Kraftwerk Eisernes Tor 1 (serbisch Ђердап I Đerdap I; rum. Porțile de Fier I) ist mit 2280 Megawatt das leistungsstärkste Laufkraftwerk in der Donau.

## Lage
Es liegt an der Grenze zwischen Serbien und Rumänien am Eisernen Tor als vorletztes Donaukraftwerk vor dem Donaudelta und dem Schwarzen Meer, nur noch gefolgt vom Kraftwerk Eisernes Tor 2.

## Technik
Die Kraftwerksleistung von 2280 Megawatt setzt sich zusammen aus den je 190 MW Nennleistung der zwölf vertikal angeordneten Kaplanturbinen mit Durchmessern von 9,5 Metern. Die entlang der Staumauer angeordneten Kraftwerksanlagen bilden ein mehr als einen Kilometer langes Bauwerk quer über den Fluss. Zwischen den beiden Maschinenhäusern befindet sich eine Gewichtsstaumauer aus 14 Feldern, je 25 Meter breit, mit Doppelhakenschützen zur Regulierung des Wasserstands.
Das Regelarbeitsvermögen der rumänischen Seite beträgt pro Jahr 5,4 TWh, die serbische Kraftwerksseite kommt trotz kleiner Engpassleistung auf 5,65 TWh (Stand 2010). Für die Schifffahrt wurde die zweistufige Schleuse Đjerdap gebaut und 2006–2008 instand gesetzt.

## Geschichte

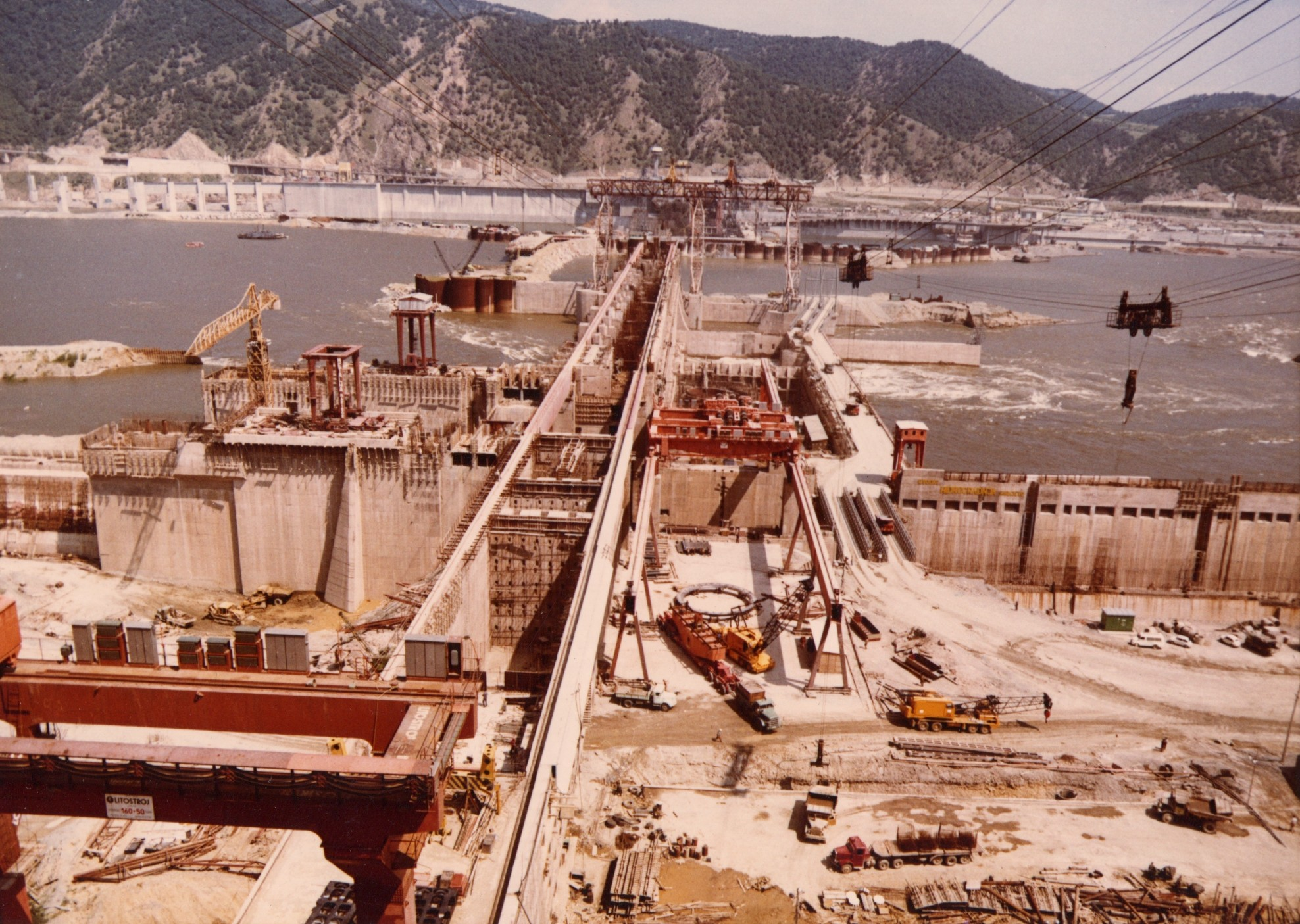
Bau des Kraftwerks (1969)

Mit der Planung eines Kraftwerks, für welches zuerst eine Talsperre mit Stausee gebaut werden musste, wurde 1964 begonnen. Beide damaligen angrenzenden Länder der Sozialistische Föderative Republik Jugoslawien und der Volksrepublik Rumänien beteiligten sich zu gleichen Teilen an den Arbeiten, da auch die gewonnene Energie aufgeteilt werden sollte. Die Flutung begann 1968, der Rückstau ließ den 150 Kilometer langen Djerdapsee entstehen. Etliche Dörfer und Inseln, darunter die Insel Ada Kaleh, versanken in den Fluten und mit Cetatea Tricule auch eine frühere Burg. Der Wasserspiegel wurde dauerhaft um 35 Meter angehoben; dadurch wurden die Fahrwasserverhältnisse für die Binnenschifffahrt oberhalb der Stauanlage verbessert.
Zum Fertigstellungszeitpunkt im Jahr 1972 zählte das Kraftwerk Eisernes Tor 1 als das weltweit größte Flusskraftwerk mit einer Engpassleistung von 2052 MW.
Im Jahr 1999 begann die damalige Sulzer Hydro, seit 2009 Andritz Hydro, mit der Erneuerung des rumänischen Teils des Kraftwerks, wobei die Engpassleistung der sechs Generatoren von je 171 MW auf 194,4 MW gesteigert wurde, womit sich die gesamte Kraftwerksleistung auf 2192 MW erhöhte. Die Sanierung des serbischen Kraftwerksteils in Zusammenarbeit mit der Maschinenbaufabrik Rjasan (russ.: Рязанский станкостроительный завод) begann im Juli 2008 und war Ende 2010 abgeschlossen.

## Ökologie
Die beiden Kraftwerksteile bilden zusammen mit den entsprechenden Schleusen ein unüberwindbares Hindernis für Fische, speziell die Störe, die vom Meer zum Laichen in die Donau kommen.